# Los Santos (Hiszpania)
Los Santos – gmina w Hiszpanii, w prowincji Salamanka, w Kastylii i León, o powierzchni 44,32 km². W 2011 roku gmina liczyła 680 mieszkańców.